# Ashford International
Ashford International – stacja kolejowa w Ashford, w Anglii. Stacja obsługuje ok. 2 656 922 pasażerów rocznie (dane za rok 2021/2022). Zatrzymują się na niej niektóre (4 dziennie w każdą stronę) pociągi międzynarodowe firmy Eurostar, a także składy dwóch przewoźników realizujących połączenia krajowe. Pociągi Southern jeżdżą stąd do Brighton. Z kolei Southeastern oferuje kursy do Londynu, Dover, Ramsgate, Canterbury i Margate. Ta ostatnia firma jest także zarządcą stacji.